# هانيا شلقامي
هانيا شلقامي (بالإنجليزية: Hania Sholkamy)‏‏ ( - ) عالمة الإنسان من مصر. هي عضو اللجنة الاستشارية لحزب مصر الحرية، وزوجة زياد بهاء الدين، وأستاذ مشارك بمركز البحوث الاجتماعية بالجامعة الأمريكية بالقاهرة. قامت بأبحاث ميدانية في مجال الصحة والسكان والمرأة في السودان والعراق ومصر. وهي حالياً المنسق الإقليمي لمشروع «مسارات» في أجل العدالة للأسرة والمرأة. وتقوم حالياً بدراسة وضع المرأة فيما يتعلق بقضايا الفقر والعمالة والتمكين، لديها عدة مؤلفات باللغة الإنجليزية والعربية في دوريات مختلفة.